# Amanuel Ghebreigzabhier
Amanuel Ghebreigzabhier Egerzeigzaarhka (également orthographié Amanuel Gebrezgabihier), né le 17 août 1994 à Addis-Abeba, est un coureur cycliste érythréen.

## Biographie
Il commence le cyclisme à l'âge de 14 ans, tout d'abord par le VTT, avant de rejoindre le club Asbeco, l'un des meilleurs d'Érythrée.

### 2018-2020: Dimension Data / NTT

#### Saison 2018
Amanuel Ghebreigzabhier commence sa carrière sous les couleurs de la Dimension Data sur les routes du Dubai Tour, notamment au côté de Mark Cavendish, 12e du classement général. La semaine suivante, il remporte le championnat d'Afrique du contre-la-montre par équipes et le championnat d'Afrique sur route devant son compatriote Metkel Eyob. En mars, il prend part au Tour de Langkawi dont il s'adjuge la 4e place du général. En avril, son calendrier prend une tournure World Tour, le coureur érythréen étant aligné sur le Tour du Pays basque, l'Amstel Gold Race (abandon), la Flèche wallonne (53e), le Tour de Romandie puis Eschborn-Francfort. Il accompagne en mai Edvald Boasson Hagen sur le Tour de Norvège et le Tour des Fjords où le norvégien se classe 3e et 4e des classements généraux. Ils se retrouvent sur le Critérium du Dauphiné que Ghebreigzabhier conclut à la 22e position. Il connait un bel été, 16e du Tour de Slovénie, 12e du Tour de Wallonie, 22e du Tour de Burgos mais devancé par son coéquipier Merhawi Kudus lors de leur championnat national. En août, il participe à son premier Grand Tour, la Vuelta. Échappé lors de la dix-septième étape, il décroche un top 10, terminant 7e. Il conclut sa saison lors des championnats du monde.

#### Saison 2019
Sa deuxième saison au sein du peloton professionnel débute sur l'UAE Tour. Il ne prend part qu'à deux courses en mars et avril, le Tour de Catalogne puis le Tour du Pays Basque. Comme en 2018, il est aligné sur Eschborn-Francfort avant de courir son premier Tour d'Italie. Il décroche une 17e place d'étape lors de la vingtième étape. L'été lui sourit de nouveau, champion d’Érythrée fin juin, 8e du Tour d'Autriche et 6e du Tour de Burgos. En août, il prend le départ de son deuxième Tour d'Espagne. Échappé lors de la onzième et de la seizième étape, il décroche deux tops 10 d'étape sur l'épreuve, terminant 6e et 8e. Victime d'une chute sur la dix-huitième étape, il est contraint à l'abandon. En octobre, il termine 17e du Tour du Piémont, 25e du Tour de Lombardie et 16e du Chrono des Nations.

#### Saison 2020
Sa saison 2020 commence sur le Tour d'Arabie Saoudite, la seule course qu'il disputera en dehors des territoires français et italiens. Dans l'hexagone, il se classe 12e de la Classic de l'Ardèche puis 53e de la Drôme Classic avant que la saison ne soit suspendue à cause de la pandémie de Covid-19. Il reprend la compétition le 12 août sur le Tour du Piémont (abandon). Il est sélectionné pour représenter l’Érythrée au championnat du monde (69e) en compagnie de Natnael Berhane et Merhawi Kudus. Six jours plus tard, il prend le départ du Tour d'Italie. Échappé lors de la dix-septième étape, il en prend la 9e place alors que son coéquipier Ben O'Connor la remporte.
Le 11 novembre, l'équipe Trek-Segafredo annonce son arrivée ainsi que celles de Antonio Tiberi et Mattias Skjelmose. Luca Guercilena, manager général, compte sur ses qualités de grimpeur pour accompagner les leaders de l'équipe en montagne sur les courses par étapes.

### Depuis 2021: Trek-Segafredo puis Lidl-Trek
En mars 2021, il se classe 9e du classement général de la Semaine internationale Coppi et Bartali. Il enchaîne par le Tour des Alpes, qu'il conclut à la 19e place, avant de prendre le départ de son troisième Tour d'Italie, aux côtés notamment de Vincenzo Nibali, Bauke Mollema et Giulio Ciccone. En juillet, il participe aux Jeux olympiques de Tokyo, sans résultats notables. 
Il commence bien sa saison 2022 en terminant quinzième du Tour de La Provence et sixième du Tour des Alpes-Maritimes et du Var. Il chute lourdement le 27 mars lors de la dernière étape du Tour de Catalogne. Hospitalisé, il souffre notamment de graves contusions à la poitrine et à l'abdomen, de lésions à plusieurs organes et de côtes et vertèbres cassées.

## Palmarès et classements mondiaux

### Palmarès sur route
- 2014
  -  Champion d'Érythrée sur route
  -  Champion d'Érythrée sur route espoirs
  - Tour international de Blida :
    - Classement général
    - 3e étape

  - 4e étape du Tour international de Constantine
- 2015
  -  Champion d'Érythrée sur route espoirs
  - Classement général du Tour international de Constantine
  - 3e du championnat d'Érythrée sur route
  - 3e du Grand Prix d'Oran
- 2016
  -  Champion d'Afrique du contre-la-montre par équipes (avec Elias Afewerki, Mekseb Debesay et Tesfom Okbamariam)
  -  Champion d'Afrique sur route espoirs
  -  Médaillé d'argent du championnat d'Afrique du contre-la-montre espoirs
  - 2e du championnat d'Érythrée sur route espoirs
  - 2e du championnat d'Érythrée du contre-la-montre espoirs
  - 3e du Gran Premio Palio del Recioto
- 2017
  -  Champion d'Afrique du contre-la-montre par équipes (avec Meron Abraham, Awet Habtom et Meron Teshome)
  - 2e de la Coppa della Pace
  - 2e du Giro del Medio Brenta
- 2018
  -  Champion d'Afrique sur route
  -  Champion d'Afrique du contre-la-montre par équipes (avec Mekseb Debesay, Metkel Eyob et Saymon Musie)
  - 2e du championnat d'Érythrée sur route
- 2019
  -  Champion d'Érythrée du contre-la-montre
- 2022
  - 3e du championnat d'Érythrée du contre-la-montre
- 2023
  -  Champion d'Érythrée du contre-la-montre
  - 2e du Grand Prix de l'industrie et de l'artisanat de Larciano
- 2024
  -  Champion d'Érythrée du contre-la-montre
- 2025
  -  Champion d'Érythrée du contre-la-montre

## Résultats sur les grands tours

### Tour d'Italie
5 participations
- 2019 : 45e
- 2020 : 54e
- 2021 : 63e
- 2023 : non-partant (16e étape)
- 2024 : 63e

### Tour d'Espagne
3 participations
- 2018 : 37e
- 2019 : abandon (18e étape)
- 2023 : 82e

## Classements mondiaux
| Année                                 | 2014 | 2015 | 2016 | 2017 | 2018 | 2019 | 2020 | 2021 | 2022 | 2023 | 2024 |
| ------------------------------------- | ---- | ---- | ---- | ---- | ---- | ---- | ---- | ---- | ---- | ---- | ---- |
| UCI World Tour                        |      |      | nc   | nc   | 228e |      |      |      |      |      |      |
| Classement mondial                    |      |      | 398e | 553e | 159e | 389e | 626e | 521e | 761e | 266e | 897e |
| UCI Europe Tour                       | nc   | nc   | 853e | 360e | 881e |      |      |      |      |      |      |
| UCI Asia Tour                         | nc   | nc   | nc   | nc   | 73e  |      |      |      |      |      |      |
| UCI Africa Tour                       | 49e  | 19e  | 15e  | 138e | 4e   | 15e  | 17e  | 17e  | 30e  | 9e   | 41e  |
|                                       |      |      |      |      |      |      |      |      |      |      |      |
| Légende : nc = non classéSource : UCI |      |      |      |      |      |      |      |      |      |      |      |